# الدوري الهولندي الممتاز 1905–06
الدوري الهولندي الممتاز 1905–06 (بالهولندية: Nederlands landskampioenschap voetbal 1905/06)‏ هو الموسم 18 من الدوري الهولندي الممتاز. أشرف على تنظيمه الاتحاد الملكي الهولندي لكرة القدم، وفاز فيه كريينهوت.